# Maniitsoq
Maniitsoq [maˈniːt͡sːɔq] (nach alter Rechtschreibung Manîtsoĸ; dänisch Sukkertoppen) ist eine grönländische Stadt im Distrikt Maniitsoq in der Qeqqata Kommunia.

## Lage
Maniitsoq liegt an der Südküste einer größeren gleichnamigen Insel, die von Hunderten kleinerer Inseln und Schären umgeben wird. Das ganzjährig befahrbare Meer vor Maniitsoq bildet eine Bucht, in die einerseits der Maniitsup Sermilia fließt, andererseits aber auch mit einem Komplex aus Meerengen und Fjorden weiter nördlich verbunden ist. Die nächsten Orte sind das 50 km nordnordwestlich liegende Kangaamiut und das 47 km südsüdöstlich liegende Napasoq.
Im Juli 2012 veröffentlichte ein internationales Forscherteam unter Leitung der Geologischen Forschungsanstalt für Dänemark und Grönland (GEUS) einen Bericht über die Entdeckung einer rund 50 km südöstlich von Maniitsoq gelegenen kreisförmigen geologischen Struktur von etwa 100 km Durchmesser, in der sie die Überreste des bisher größten und ältesten entdeckten Meteoriteneinschlagkraters der Erde identifiziert zu haben glauben. Entnommene Granitproben zeigen ungewöhnliche Gepräge (Impaktite, Strahlenkegel), die auf die kurzzeitige einmalige Einwirkung enormer Energien zurückgeführt werden, wie sie bei einem Impaktereignis freiwerden. Nach Ansicht der Forscher ist die Struktur auf den Einschlag eines ca. 30 km großen Asteroiden im Mesoarchaikum (vor rund 3000 Ma) zurückzuführen; der ursprüngliche Krater soll mit 500–600 km Breite und 30 km Tiefe erheblich größer gewesen sein als die bisher größte sicher identifizierte derartige terrestrische Struktur, der Vredefort-Krater in Südafrika.

## Geschichte

### Kolonialzeit

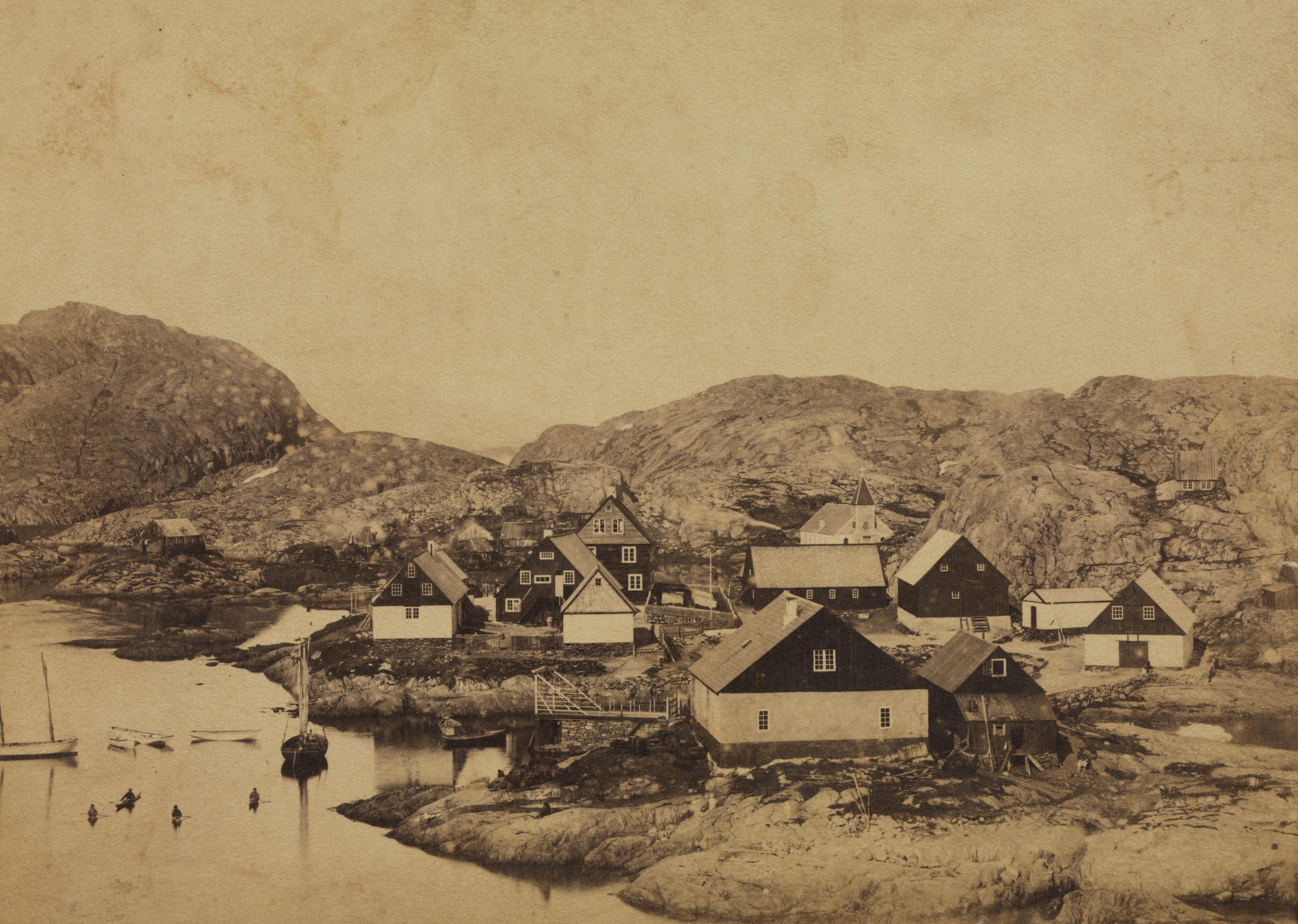
Maniitsoq (um 1885)

In der Gegend lassen sich 4500 Jahre alte Spuren der Saqqaq-Kultur finden.
Maniitsoq wurde 1781 gegründet, als die Kolonie Sukkertoppen aus Kangaamiut hierhin versetzt wurde. Kaufmann Jens Larsen Smidt hatte die Verlegung 1779 angeregt, weil Maniitsoq laut ihm gut zum Walfang geeignet war. 1780 wurde ein Wohnhaus nach Maniitsoq gebracht, das aber erst im Mai 1783 aufgebaut wurde. Anders Olsen, der Sukkertoppen einst gegründet hatte, war über die Verlegung „seiner Kolonie“ entrüstet. Inspektor Bendt Olrik ließ eine Walfängeranlage errichten, aber es wurde sechs Jahre lang kein einziger Wal gefangen und 1787 forderte man die Aufgabe der Anlage. 1794 explodierte die Wohnung des Kolonialverwalters, wobei Assistent Immanuel Arøe schwer verletzt wurde und ein weiterer Kolonialist starb. Mitte des 19. Jahrhunderts kam es zu einer weiteren Explosion. Das Gebäude wurde aber erst 1907 abgerissen. 1802 hatte Maniitsoq 330 Einwohner. 1832 hatte die Kolonie schon 485 Einwohner und sie galt als beste Kolonie Südgrönlands. Zu dieser Zeit versuchte man sich auch an der Haijagd. 1855 gab es nur noch 276 Einwohner.
Ab 1911 war Maniitsoq Hauptort der Gemeinde Sukkertoppen, der noch die Wohnplätze Qeqertaq, Ikkamiut und Kangerluarsuk angehörten.
1918 lebten 466 Menschen in Maniitsoq, davon 13 Europäer. Damit war Maniitsoq zu diesem Zeitpunkt der größte Ort Grönlands. Unter den Bewohnern waren öffentlich angestellt der Kolonialverwalter, der Arzt, ein Volontär, eine Krankenschwester, ein Helfer, ein Vorsteher, ein Bootsführer, vier Zimmermänner, ein Schmied und Büchsenmacher, ein Bäcker, ein Motormechaniker, zwei Böttcher, ein Koch, vier Lehrlinge und eine Hebamme sowie in Kirchendiensten ein ordinierter Oberkatechet und drei Katecheten. Unter den Grönländern waren 43 Jäger und 24 Fischer.
1918 befanden sich folgende öffentlichen Gebäude in Maniitsoq. Die Wohnung des Kolonialverwalters von 1907, die Wohnung des Handelsassistenten von 1844, die die frühere Wohnung des Kolonialverwalters war, eine Böttcherei und Bäckerei von 1906, ein Provianthaus mit Laden von 1850, zwei Fischhäuser, ein Speckhaus von 1881, eine Tranbrennerei von 1859, ein Gebäude von 1874, das als Brauerei, Zimmererwerkstatt und Schmiede diente, die Arztwohnung von 1910, das Krankenhaus von 1908, ein Waschhaus mit Kohlenraum von 1910, mehrere Fass-, Material- und Kohlenschuppen, ein Pulverhaus und ein Petroleumshaus, ein Ziegenstall und das alte Krankenhaus sowie die Kirche und die Schule. Die Grönländer lebten in 57 Wohnhäusern.

### Neuere Geschichte
Noch bis in die 1940er Jahre war Maniitsoq der größte Ort des Landes. Von 1950 bis 2008 war Maniitsoq der Hauptort der Gemeinde Maniitsoq. Kurz nach der Dekolonisierung wurden in Maniitsoq eine der ersten Reihenhäuser Grönlands errichtet. 1961 wurden zudem einige fünfstöckige Hochhäuser errichtet. In dieser Zeit wurde damit gerechnet, dass die Einwohnerzahl sich innerhalb kurzer Zeit auf bis zu 6000 Einwohner verdoppelt sollte. Zu diesem Zweck wurden sogar einige der Sunde, die Maniitsoq von den vorgelagerten Inseln trennten, mit Erde ausgefüllt, um zusätzliches Bauland im unebenen Stadtgebiet zu schaffen. Die Einwohnerzahl stieg letztlich aber nie auf über rund 3200 Einwohner an und ging anschließend wieder zurück.
1951 wurde ein Kraftwerk gebaut und Maniitsoq somit elektrifiziert. Im Folgejahr wurde auch ein Wasserwerk errichtet. 1952 wurde eine Bäckerei eröffnet. Die ursprünglich 1935 errichtete Bibliothek wurde 1956 neuorganisiert und mit einer Kinderbibliothek ergänzt. 1956 wurde ein Kindergarten eröffnet und 1958 wurde ein Altenheim errichtet. 1958 erhielt Maniitsoq eine Feuerwehrwache und 1960 eine Polizeistation. 1959 wurde eine kleine Reparaturwerft errichtet. Im selben Jahr erhielt Maniitsoq einen neuen Laden. Das Krankenhaus war 1926 und von 1946 bis 1948 ausgebaut worden und 1960 vollständig modernisiert und umfasste anschließend 30 Betten. Das ursprünglich 1925 errichtete Kinderkrankenhaus Lemvighs Minde wurde 1956 ausgebaut und 1968 modernisiert und verfügte somit über weitere 20 Betten. 1961 wurde in der Schule eine Zahnklinik eingerichtet. Die alte Schule aus dem Jahr 1916 war 1937 und 1958 mit weiteren Gebäuden erweitert worden, bevor von 1960 bis 1964 eine weitere Schule errichtet wurde. 1963 erhielt Maniitsoq eine Kinderkrippe. 1963/64 wurden zwei weitere Versammlungsgebäude neben einem älteren von 1932 errichtet. 1964 wurde ein Sportplatz eingerichtet. Im selben Jahr wurde Maniitsoq mit einem Heliport an den Luftverkehr angeschlossen. 1967 erhielt Maniitsoq einen 40 m langen Kai, nachdem der Hafen in den Jahren zuvor schon ausbaut worden war. 1967 wurde ein weiterer Kindergarten eröffnet und 1969 eine weitere Kinderkrippe.
Wie die meisten Städte Grönlands lebte Maniitsoq Mitte des 20. Jahrhunderts von der Fischerei. 1949/50 wurde eine Fischfabrik gebaut, in der Dorsch, Seewolf, Lachs und Heilbutt sowie Garnelen zu Gefrierprodukten verarbeitet wurden. 1953/54 wurde eine Fischmehlfabrik errichtet. 1957 folgte eine Salzerei und 1969 eine private Walfabrik.
Seit 2009 bildet Maniitsoq die zweite Stadt in der Qeqqata Kommunia.

## Liste der Kolonialangestellten bis 1921

### Kolonialverwalter
Folgende Personen waren bis 1921 als Kolonialverwalter in der Kolonie Sukkertoppen tätig. Es sind auch die Kolonialverwalter genannt aus der Zeit, als die Kolonie in Kangaamiut lag.
- 1755–1763: Anders Olsen
- 1763–1767: Hans Rasmussen Storm
- 1767–1773: Anders Olsen
- 1773–1783: Jens Larsen Smidt
- 1783–1784: Johannes Pedersen Hammer (interim)
- 1784–1787: Jørgen Christoph von Koppelow Lund
- 1787–1788: Niels Larsen Lunde
- 1788–1789: Frederik Christian Kragstedt
- 1789–1791: Michael Falck
- 1791–1794: Niels Christian Mathiesen
- 1794:–0000 Christian Friele Kahrs (interim)
- 1794–1795: Nikolaj Daniel Muus
- 1795–1799: Johan Ludvig Hilcker
- 1799–1804: Mads Hvass Mørch
- 1804–1813: Wilhelm Mathias Olrik
- 1813–1815: Gerhard Heiberg Wolff
- 1815–1816: Immanuel Arøe (interim)
- 1816–1824: Gerhard Heiberg Wolff
- 1824–1825: Carl Edvard Ernst
- 1825–1826: Peter Julius Kall
- 1826–1835: Holger Biilmann
- 1835–1836: Frederik Waldemar Arntz (interim)
- 1836–1837: Johan Peder Engholm (interim)
- 1837–1849: Holger Biilmann
- 1849–1854: Henning Bistrup
- 1854–1857: Frederik Waldemar Arntz
- 1857–1859: Henning Bistrup
- 1859–1867: J. Georg Kursch
- 1867–1868: Octavius Frederik Wilhelm Nielsen
- 1868–1870: Niels Peter Svanberg
- 1870–1873: Hans Frederik A. Hansen
- 1873–1874: Hans Nicolai Christian Lassen (interim)
- 1874–1880: Carl Emil Olfert Lytzen
- 1880–1882: Lorentz Frederik Mathiesen
- 1882–1883: Frederik Andreas Asmus Christian Valdemar Gabriel Tryde Lassen (interim)
- 1883–1885: Lorentz Frederik Mathiesen
- 1885:–0000 Jonathan Mathiesen
- 1885–1887: Peter Jürgen Petersen (interim)
- 1887–1890: Rasmus Müller
- 1890–1900: Laurits Hans Christian Bistrup
- 1900–1901: Oscar Peter Cornelius Kock (interim)
- 1901–1911: Laurits Hans Christian Bistrup
- 1911–1912: Oluf Hastrup
- 1912–1916: John Christian Gustav Baumann
- 1916–1920: Christian Sigvald Jensen Langskov
- ab 1920:00. Nikolaj Adolf Valdemar Chemnitz

### Missionare und Pastoren
Die Kolonie Sukkertoppen gehörte meist zur Kirchengemeinde der Kolonie Holsteinsborg. Ab 1902 war ein ordinierter Oberkatechet als Vertreter des Pastors in der Kolnie tätig.
- 1757–1764: Berthel Laersen (Katechet)
- 1764–1782: Berthel Laersen
- 1784–1792: Niels Hveysell
- ab 1902:00. Elias Kristian Frederik Petersen (Oberkatechet)

### Ärzte
Die Kolonie Sukkertoppen war der Sitz des Arztdistrikts, der auch die Kolonie Holsteinsborg umfasste. Folgende Ärzte waren in der Kolonie tätig.
- 1908–1909: Carl Martin Norman-Hansen (interim)
- 1909–1912: Carl Frederik Petersen
- 1913–1917: Carl Andersen
- 1917–1918: A. Møller (interim)
- ab 1918:00. Hjalmar Mobell Borchersen

## Wirtschaft
1832 wurde in Maniitsoq eine Walfangstation errichtet und der Walfang bildete in den ersten Jahrzehnten die Erwerbsgrundlage des Ortes. Nach dem Zweiten Weltkrieg wurde eine Fischfabrik errichtet, in der Krabben und Dorsche verarbeitet werden. In Maniitsoq befindet sich zudem eine Schiffswerft. Des Weiteren ist Maniitsoq Hauptsitz des Handelsunternehmens KNI. Ab den 1980er Jahren begann der Fischfang in der Stadt an Bedeutung zu verlieren. Man erwog in der ersten Hälfte der 2010er Jahre, ein Aluminiumschmelzwerk in Maniitsoq zu errichten, womit ein starker Ausbau der Stadt einhergehen sollte; aber Alcoa meldete 2015, dass sie aus wirtschaftlichen Gründen das Projekt nicht weiterführen werde.

## Infrastruktur und Versorgung

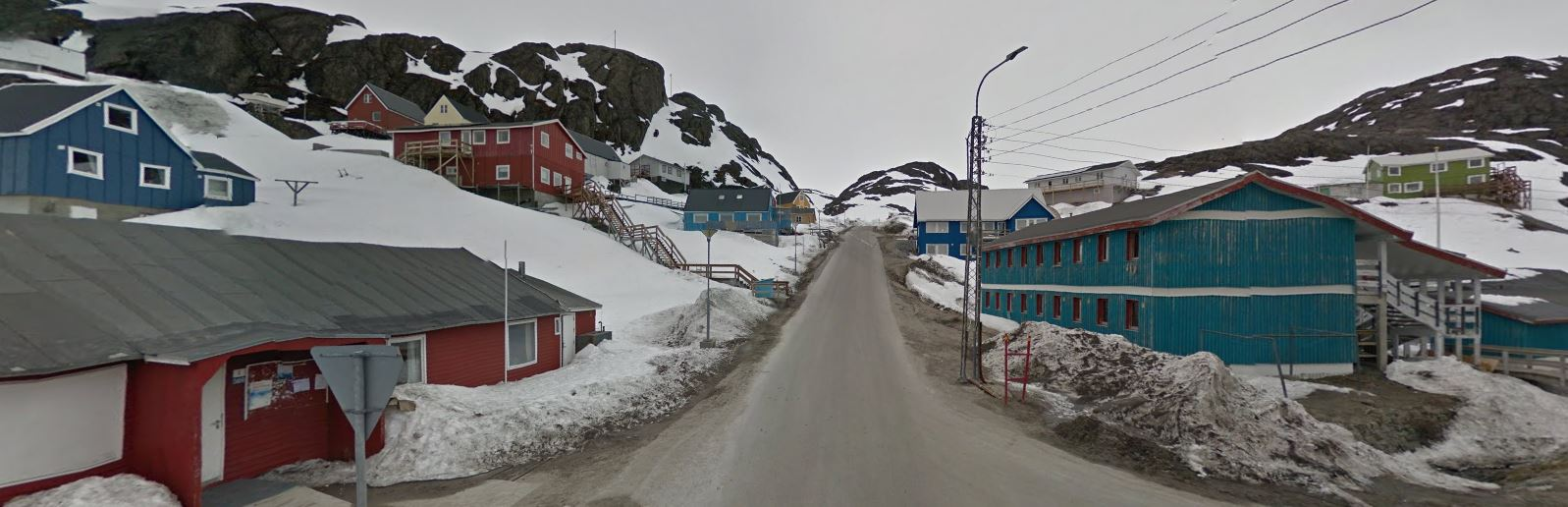
Maniitsoq (2017)

Der Hafen von Maniitsoq ist sanierungsbedürftig. Ursprünglich sollte gemeinsam mit dem Schmelzwerk auch ein neuer Hafen errichtet werden. Im Jahr 2000 wurde der Flughafen Maniitsoq in Betrieb genommen, der den alten Heliport ersetzte. Auf den Straßen von Maniitsoq fährt eine Buslinie des Verkehrsbetriebs Manii Bussii, welche die wesentlichen Siedlungsgebiete des Ortes miteinander verbindet.
Nukissiorfiit betreibt in Maniitsoq ein Wasserwerk an einem See nördlich der Stadt. Nukissiorfiit ist auch für die Stromversorgung zuständig, die über ein 2011 in Betrieb genommenes Dieselkraftwerk geschieht. Die Wärmeversorgung erfolgt über Fernwärme, die durch Müllverbrennung und das Dieselkraftwerk gewonnen wird. Zwei Drittel der Gebäude in Maniitsoq sind an ein Abwassernetz angeschlossen. TELE Greenland ist für die Telekommunikation in Maniitsoq zuständig.

## Bebauung

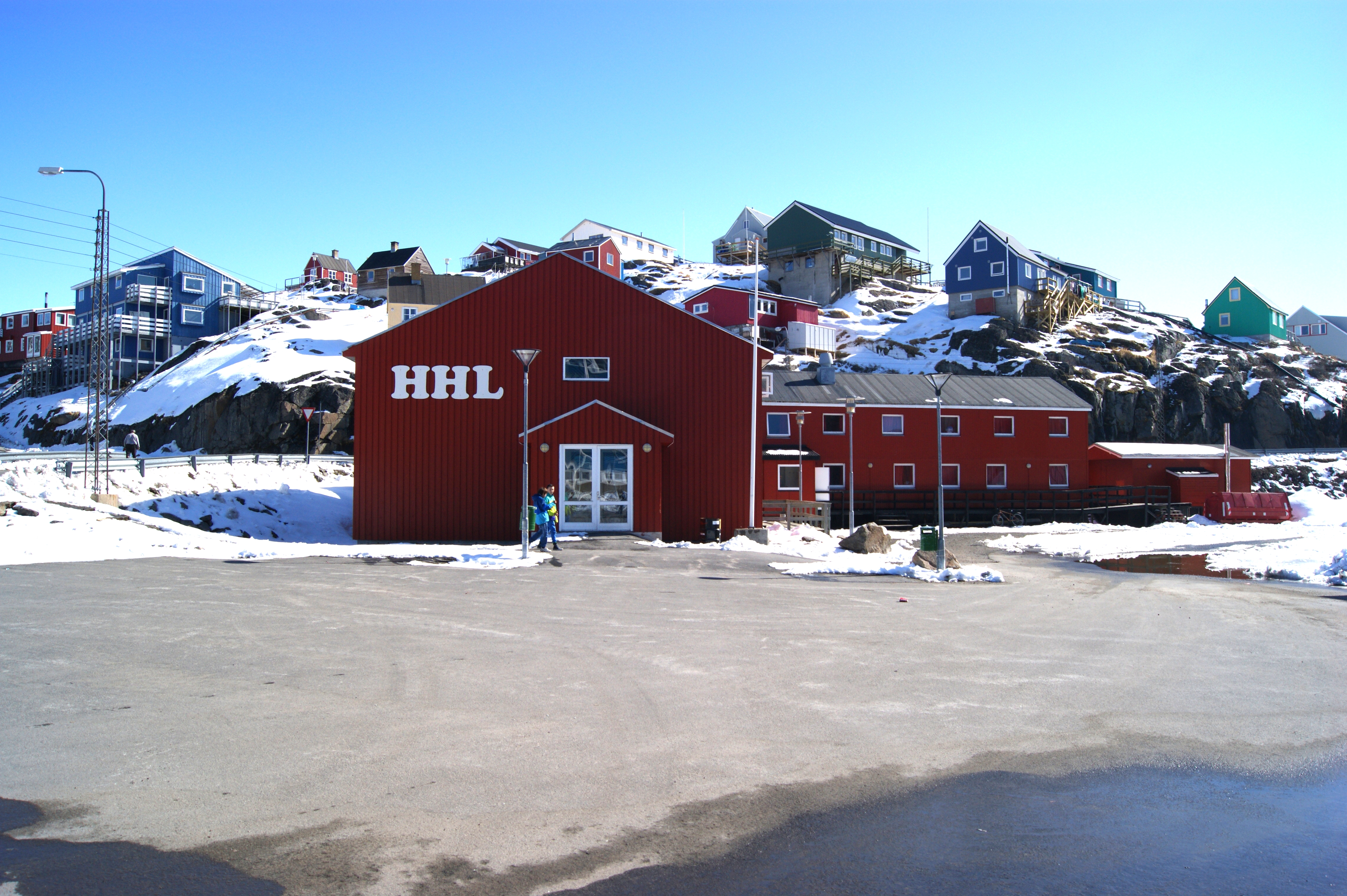
Maniitsoq (2014)

In Maniitsoq gibt es einen Kindergarten und eine Efterskole, die seit 2011 in der ehemaligen Fischereischule untergebracht ist. Neben einem Jugendtreff hat Maniitsoq auch eine Sporthalle, einen Fußballplatz, eine Kunstwerkstatt, ein Versammlungsgebäude und das Maniitsoq-Museum, das aus beim Bau der Fischfabrik versetzten Kolonialgebäuden besteht. Auch die alte Kirche von 1864, die damals das größte Steingebäude des Landes war, fungiert als Versammlungsort, während die neue Kirche aus dem Jahr 1981 stammt. Ein Skiklub betreibt etwa 27 km nordöstlich am Gletscher Apussuit ein Skigebiet.

## Sport
Maniitsoq ist Heimat zweier Fußballvereine. Der 1937 gegründete Kâgssagssuk Maniitsoq konnte 1989 die Grönländische Fußballmeisterschaft gewinnen. 1971 wurde Aĸigssiaĸ Maniitsoq gegründet, der 1992 grönländischer Fußballmeister wurde.

## Trivia
- In Maniitsoq spielt der vom dänischen Schriftsteller Kim Leine verfasste Roman Ewigkeitsfjord.
- Wegen der großen Anzahl an Brücken wird Maniitsoq auch als Venedig Grönlands bezeichnet.[6][3]

## Söhne und Töchter
- Laurits Hans Christian Bistrup (1850–1914), dänischer Kaufmann und Inspektor von Grönland
- Albrecht Josefsen (1857–1921), Landesrat
- Nathan Lyberth (1864–1921), Landesrat
- Albrecht Platou (1878–1948), Landesrat
- Karl Rosing (1878–?), Landesrat
- Peter Petersen (1891–?), Landesrat
- Karl Lyberth (1894–1977), Landesrat
- Ole Petersen (1894–1979), Landesrat
- Mathæus Nielsen (1897–1947), Landesrat
- Jonas Petersen (1898–?), Katechet und Landesrat
- Albrekt Skifte (1898–?), Landesrat
- Carl Frederik Bistrup Simony (1909–1983), dänischer Jurist, Beamter und Landsfoged von Grönland
- Lars Møller (1911–1978), Katechet und Landesrat
- Nikolaj Rosing (1912–1976), Politiker, Lehrer, Übersetzer und Schriftsteller
- Peter K. S. Heilmann (1916–2005), Lehrer und Landesrat
- Hans Egede Berthelsen (1918–1999), Buchdrucker, Journalist, Lehrer, Sänger und Landesrat
- Hans L. Larsen (1923–2004), Lehrer, Schriftsteller, Herausgeber und Kommunalpolitiker
- Alibak Josefsen (1925–1987), Fischer und Landesrat
- Jens Kreutzmann (1925–2003), Fischereibiologe, Museumsleiter und Richter
- Hans Christian Petersen (1925–2015), Hochschulrektor, Lehrer und Autor
- Niels Carlo Heilmann (1927–1991), Politiker (Atassut)
- Robert Petersen (1928–2021), Eskimologe, Dialektologe, Anthropologe, Hochschullehrer und Universitätsrektor
- Enos Lyberth (1931–2016), Politiker (Siumut)
- Samuel Biilmann (* 1936), Pastor
- Daniel Skifte (1936–2020), Politiker (Atassut), Lehrer und Skifahrer
- Mariane Petersen (1937–2025), Dichterin und Übersetzerin
- Aqissiaq Møller (1939–1997), Beamter, Lehrer, Schulleiter, Dichter und Übersetzer
- Bjarne Kreutzmann (1943–2004), Politiker und Polizist
- Lise Skifte Lennert (* 1948), Politikerin (Siumut), Lehrerin und Frauenrechtlerin
- Rasmus Lyberth (* 1951), Sänger, Songwriter und Schauspieler
- Siverth K. Heilmann (* 1953), Politiker (Atassut) und Polizist
- Kaj Lyberth (* 1954), Politiker (Siumut) und Lehrer
- Sofie Petersen (* 1955), Bischöfin
- Mimi Karlsen (* 1957), Politikerin (Inuit Ataqatigiit) und Lehrerin
- Paaviaaraq Heilmann (* 1958), Politiker (Siumut), Unternehmer, Sportfunktionär und Skifahrer
- Tønnes Berthelsen (1961–2023), Unternehmer und Fußballspieler
- Lars Rosing (* 1972), Schauspieler
- Hans Peter Poulsen (* 1973), Politiker (Siumut)
- Jakob Larsen (* 1974), Handballspieler und -trainer
- Angutimmarik Kreutzmann (* 1988), Handballspieler und -trainer
- Akutaaneq Kreutzmann (* 1989), Handballspieler

## Bevölkerungsentwicklung
Maniitsoq war bis 1940 der größte Ort Grönlands. Die Einwohnerzahl erreichte Anfang der 1990er Jahre knapp 3200 Personen. Seitdem geht die Einwohnerzahl aber zurück. Mittlerweile hat die Stadt ein Fünftel ihrer Einwohner verloren im Vergleich zum Jahr 1991.